# Władimir Biełow
Władimir Siergiejewicz Biełow, ros. Владимир Сергеевич Белов (ur. 6 sierpnia 1984 w Kirżaczu) – rosyjski szachista, arcymistrz od 2003 roku.

## Kariera szachowa
W roku 1996 reprezentował Rosję na mistrzostwach świata juniorów do lat 12 na Minorce, zajmując miejsce w pierwszej dziesiątce. Znaczące wyniki na arenie międzynarodowej zaczął odnosić w pierwszych latach XXI wieku. W 2000 r. podzielił I m. w Ano Liosia (wspólnie m.in. z Władimirem Bakłanem, Hristosem Banikasem i Leonidem Judasinem) oraz zajął II m. (za Zwiadem Izorią) w Pucharze Kasparowa w Moskwie, w 2001 r. podzielił II m. (za Michaiłem Kobaliją) w memoriale Michaiła Czigorina w Sankt Petersburgu. W następnych latach odniósł kolejne sukcesy:
- dz. II m. w memoriale Jakowa Estrina w Moskwie (2002, za Rufatem Bagirowem, wspólnie z Siergiejem Grigoriancem),
- I m. w memoriale Felixa Pripisa w Moskwie (2002),
- dz. I m. w Koryncie (2004, wspólnie m.in. z Siergiejem Wołkowem, Constantinem Lupulescu, Wasiliosem Kotroniasem, Milosem Perunoviciem i Joanisem Nikolaidisem),
- I m. w Salonikach (2004),
- I m. w Hastings (2004/2005),
- I m. w Esbjergu (2005, turniej The North Sea Cup),
- II m. w Jyvaskyli (2005, za Michaiłem Rytszagowem),
- VIII m. w indywidualnych mistrzostwach Europy w Kuşadası (2006)[2],
- dz. II m. w memoriale Michaiła Czigorina w Sankt Petersburgu (2006, za Dmitrijem Boczarowem),
- I m. w Biel (open, 2008),
- dz. I m. w Petersburgu (2008, memoriał M.Czigorina, wspólnie z Farruchem Amonatowem i Walerijem Popowem),
- dz. I m. w Zwienigorodzie (2008, wspólnie z Antonem Szomojewem, Dmitrijem Boczarowem, Jewgienijem Najerem i Farruchem Amonatowem).

W 2007 r. wystąpił w Pucharze Świata, w I rundzie eliminując Aleksandra Chalifmana, ale w II przegrywając z Dmitrijem Jakowienko.
Najwyższy ranking w dotychczasowej karierze osiągnął 1 listopada 2010 r., z wynikiem 2641 punktów zajmował wówczas 25. miejsce wśród rosyjskich szachistów.